# Viktor Kadler
Viktor Kadler, född den 11 januari 1981 i Győr, Ungern, är en ungersk kanotist.
Han tog bland annat VM-guld i K-4 200 meter i samband med sprintvärldsmästerskapen i kanotsport 2005 i Zagreb.